# Kira Buckland

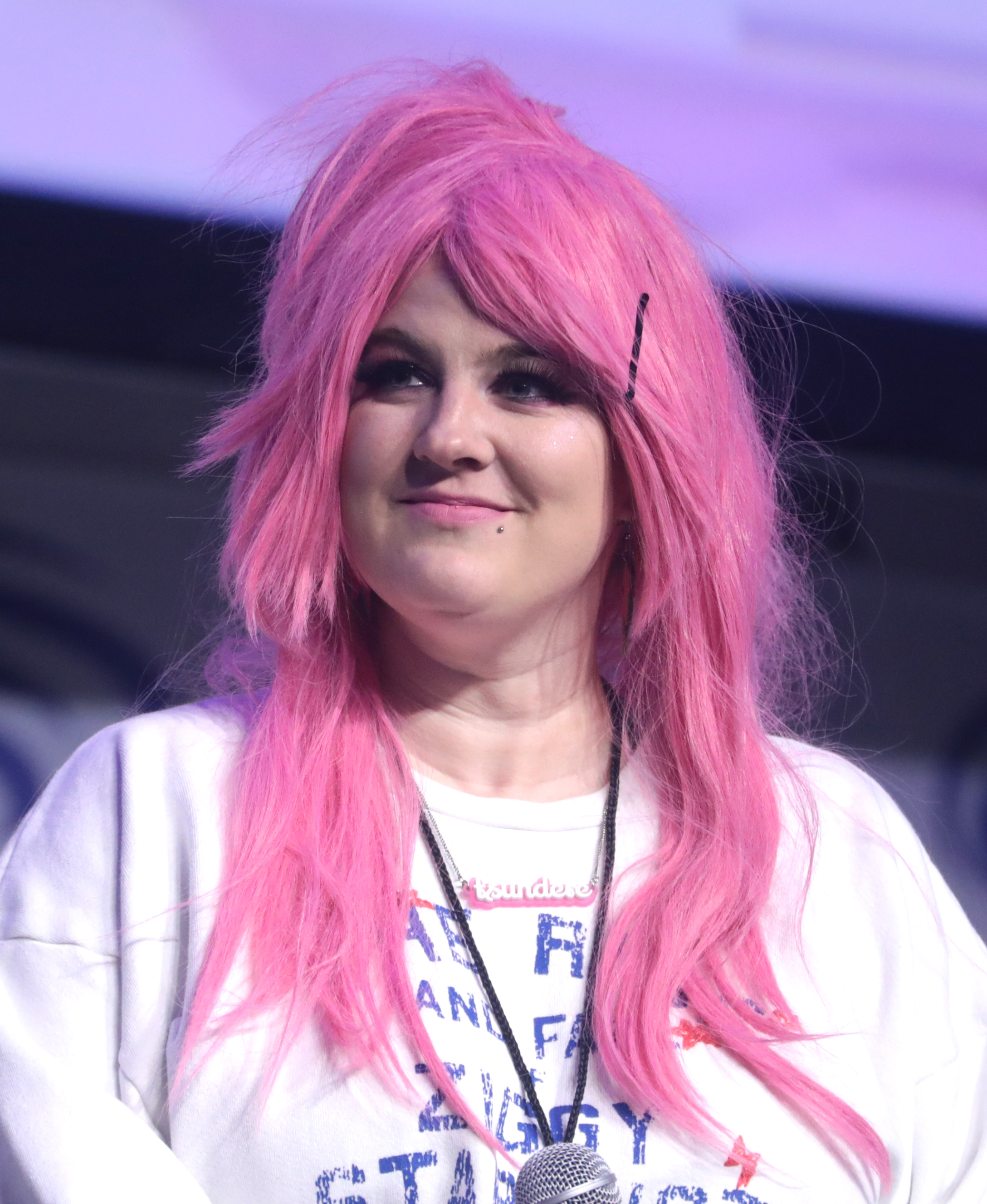
Kira Buckland, 2023

Kira Buckland (* 16. Juli 1987 in Anchorage, Alaska) ist eine US-amerikanische Synchronsprecherin.

## Leben
Buckland machte ihren Abschluss an der University of Alaska Anchorage in Japanisch.
Sie hatte Sprecherrollen in über 1000 Flash-Animationen, Hörspielen und Videospielen. Sie ist außerdem die Gründerin der ersten Anime-Convention in Alaska (Senshi-Con), die in Anchorage, Alaska stattfindet.

## Synchronisationen

### Anime
- 3-Pang Fighter – Mikka
- 5 Centimeters per Second  – Kanae Sumida (Bang Zoom! dub)
- AIKa R-16: Virgin Mission – Eri Shingai
- Blue Exorcist – Izumo Kamiki
- Gamer Tonight – Amber Jaymon
- Guardian of the Spirit – Nimka (Episoden 18–19)
- JoJo's Bizarre Adventure: Diamond is Unbreakable – Reimi Sugimoto
- Lagrange: The Flower of Rin-ne – Madoka Kyouno
- Mahō Shōjo Tai Arusu – Zusätzliche Stimmen
- Xombie: Dead on Arrival – Zoe
- JoJo's Bizarre Adventure: Stone Ocean – Jolyne Cujoh

### Videospiele
- Agent Scarecrow – Stewardess
- Amea: The Game – Amea
- AWAY Shuffle Dungeon – Verschiedene Stimmen
- Brigade E5: New Jagged Union – Saki Sato
- Castle Crashers – Medusa, Princesses
- Danganronpa 2: Goodbye Despair – Hiyoko Saionji
- Danganronpa V3: Killing Harmony – Kirumi Tojo
- Dust: An Elysian Tail – MaMop
- Dynasty Warriors 6 Empires as Edit Female Voice („Innocent“)
- Dynasty Warriors NEXT as Edit Female Voice („Delicate“)
- Heroes of Newerth – Seductive Announcer
- Hunters: Relic of Stars – Carina
- Jack French – Lucy, Lab Tech
- Jisei, Kansei & Yousei – Chance
- Luminous Arc 2 – Karen, Elicia
- Mugen Souls – Chou-Chou (alle Persönlichkeiten)
- Neverland Card Battles – Refina
- Skullgirls – Bloody Marie
- The White Chamber – Sarah
- Fire Emblem Heroes – Eirika
- NieR:Automata – 2B
- Paladins – Evie
- Phoenix Wright: Ace Attorney - Spirit of Justice – Trucy Wright[4]
- Puyo Puyo Tetris – Rulue[5]
- Tales of Zestiria – Edna
- Street Fighter V – Falke
- Xenoblade Chronicles X – Weiblicher Avatar („Arrogant“)[6]
- Super Smash Flash – Announcer

### Flashanimationen
- PONY.MOV series – Twilight Sparkle
- Brawl Taunts series – sie selbst, Prinzessin Peach
- Metal Gear Awesome, parts 1 and 2 – Meryl Silverburgh